# Colegio (álbum)
Colegio es el segundo álbum de estudio del dúo colombiano Cali & El Dandee.
El álbum se caracteriza por el estilo urbano de los hermanos Alejandro y Mauricio Rengifo, donde hay una combinación de ritmos como el reguetón y pop. El 7 de mayo de 2020, se presentó el álbum junto al sencillo «Locura», el cual contó con la participación del cantante Sebastián Yatra.
De este álbum, se desprenden algunas canciones como: «Tequila Sunrise», «Voy por ti», «Borracho de amor» y «Tu nombre» entre otros. En este álbum, están incluidas las participaciones de Reik, Piso 21, Rauw Alejandro, Mike Bahía y Lalo Ebratt.

## Lista de canciones
| N.º | Título                                 | Duración |  |
| 1.  | «Locura» (con Sebastián Yatra)         | 3:29     |  |
| 2.  | «Colegio» (con Lalo Ebratt)            | 3:56     |  |
| 3.  | «Besos tristes»                        | 2:49     |  |
| 4.  | «Solamente tú»                         | 3:21     |  |
| 5.  | «Tu nombre» (con Mike Bahía)           | 2:45     |  |
| 6.  | «Borracho de amor» (con Reik)          | 2:55     |  |
| 7.  | «Voy por ti» (con Piso 21)             | 3:32     |  |
| 8.  | «Tequila Sunrise» (con Rauw Alejandro) | 3:54     |  |